# Iñaki Mur

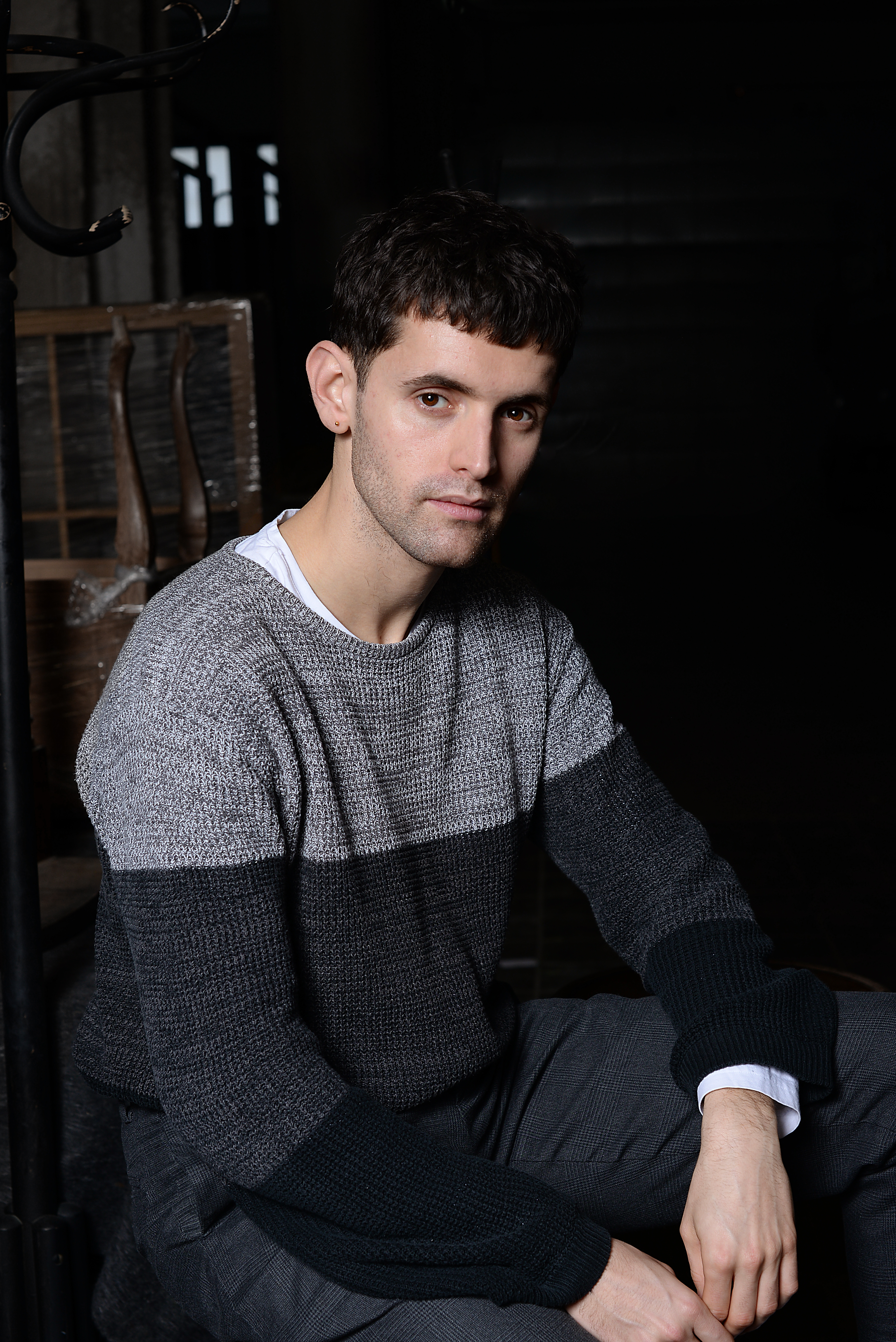
Iñaki Mur en 2019

Iñaki Mur (29 de marzo de 1993, Barcelona), es un actor español de teatro, cine y televisión. Conocido por sus papeles en Merlí y El Sitio de Otto.

## Biografía
Se forma como actor desde los 13 años en diferentes escuelas y estudios de interpretación como la Escuela Memory, Estudio Nancy Tuñón y el Estudio Laura Jou.
Se forma en las disciplinas de interpretación, canto, danza y claqué.
Entre 2007 y octubre de 2011 forma parte del grupo musical del Club Super 3 de TV3(SP3). En el año 2012 aparece en la segunda temporada de Polseres Vermelles. 
En el año 2015 interpreta el papel de Oliver Grau en la serie Merlí, que en su primera temporada obtiene un gran éxito de audiencia y crítica. Debido a la buena acogida, TV3 renueva la serie por una segunda temporada y tercera temporada que se convierte en un fenómeno internacional formando parte del catálogo de Netflix. En verano del 2016, se incorpora al reparto de Centro Médico la exitosa docuficción diaria de RTVE interpretando al médico residente Pablo Mir.
Debuta en el mundo del cine a los 13 años en la película E.S.O (entidad sobrenatural oculta) de Santi Lapeira (Black Flag, 2009). Participa también en Animals dirigida por Marçal Forés (Escándalo Films, 2012) y Solo química de Alfonso Albacete (Rodar y Rodar, 2015) entre otros. En 2019 protagoniza, coescribe y coproduce el largometraje El Sitio de Otto, que compite en festivales tales como Cinespaña Toulouse, el BCN Film Fest y el Atlántida Film Fest, entre otros
También en 2019 debuta en el teatro musical protagonizando el musical Rent encarnando a Marc Cohen, dirigido por Daniel Anglès y producido por Focus en el Teatro Condal de Barcelona. En noviembre de 2019 se incorpora al reparto del musical La Jaula de las Locas interpretando a Jean Michel, bajo la dirección de Angel Llácer y producido por Nostromo Live en el Teatro Rialto de Madrid.
En el 2020 se estrena Drama, una ficción bilingüe producida por El Terrat y estrenada en PlayZ en la que interpreta a Quim. También en 2020 protagoniza junto a Julia Bonjoch el éxito Pegados, el musical, producido de nuevo por El Terrat y estrenado en el Teatre Goya de Barcelona. En 2021 se une al elenco del Petit Princep, exitoso espectáculo creado por Àngel Llàcer y Manu Guix producido por La Perla 29 
También en 2021 interpreta el personaje de Guillermo Alonso en la serie Santo, producida por Nostromo Pictures para Netflix. 
En 2023 participa en la serie Vestidas de Azul, continuación de la multipremiada Veneno también producida por Suma Content. Posteriormente viaja a Rumanía para rodar We Were the Lucky Ones, serie basada en el best sellar de Georgia Hunter y producida por Hulu y Disney + interpretando el personaje de Sebastián Padilla. 
Durante el 2024 participa en la segunda temporada de Cites Barcelona e interpreta al Doctor B en la adaptación cinematográfica de la novela Sigue mi voz de Ariadna Godoy producida por Zeta Studios. Al terminar sendos proyectos viaja a Bélgica e Irlanda para interpretar a Salvador Dalí, uno de los personajes principales en la serie This is not a murder mystery, producida por Panenka y DeadPan Pictures y distribuida por StudioCanal. En otoño de ese mismo año comienza a rodar La Agencia, adaptación española de la serie francesa Call my Agent! para Mediaset producida por Good Mood Producciones interpretando el personaje de Óscar Montaner.
Paralelamente a su carrera como actor, se inicia en la dirección de cine escribiendo y dirigiendo su primer cortometraje titulado Bye Bye Boy, producido por Benecé y protagonizado por Sonia Almarcha y Alvaro Larrán. También dirige videoclips para artistas como Manu Guix y Júlia Mills. Actualmente se encuentra desarrollando su primer largometraje.
Compagina sus proyectos como actor y director con su faceta como comunicador, copresentando el podcast cultural DENTRO en Radio Primavera Sound junto a Alba Riera.

## Filmografía

### Televisión
- Club Súper 3 (SP3)
- Polseres vermelles, como Miki
- Merlí como Oliver Grau
- Centro médico como Pablo Mir
- Terror.APP como Rubén
- Drama (PlayZ) como Quim
- Santo como Guillermo Alonso
- Vestidas de Azul como Jaime
- We Were the Lucky Ones como Sebastián Padilla
- Cites Barcelona como Josep
- This is not a Murder Mystery como Salvador Dalí
- La Agencia como Óscar Montaner

### Largometrajes
- E.S.O (entidad sobrenatural oculta) dir. Santi Lapeira
- Animals dir. Marçal Forés
- Solo química dir. Alfonso Albacete
- El Sitio de Otto como Otto dir. Oriol Puig
- Sigue mi Voz como Doctor B

### Cortometrajes
- Pulsión sangrienta dir. Gerard Tusquellas Serra
- Intenciones dir. Iván Casajús
- Bye Bye Boy dir. Iñaki Mur

### Teatro
- Rent de Jonathan Larson. Grupo Focus.
- La Jaula de las Locas dirigido por Angel Llàcer. Nostromo Live.
- Pegados, un musical diferente, dirigido por Enric Cambray y Alícia Serrat. El Terrat.
- El Petit Príncep, dirigido por Àngel Llàcer, Manu Guix y La Perla 29.